# 중형전차

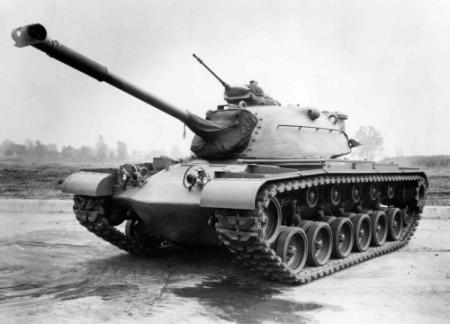

중형전차(中形戰車)는 전차들 중에서 중간 정도의 크기 또는 중량을 가진 전차를 통칭하는 단어로서 미디엄 탱크(medium tank)라고도 한다. 흔히 22~55톤에 이른다.

## 중형 전차의 종류

### 제2차 세계 대전
미국
- M2 중형전차
- M3 리
- M4 셔먼
- M26 퍼싱

독일
- 3호 전차
- 4호 전차
- 5호 전차 판터

소련
- T-28
- T-34
- T-43
- T-44

 영국
- 크롬웰

 일본
- 89식 중전차
- 97식 중전차 치하
- 1식 중전차 치헤
- 3식 중전차 치누

## 같이 보기
- 경전차
- 중전차
- 초중전차